# Miniopterus minor
Miniopterus minor é uma espécie de morcego da família Miniopteridae. Pode ser encontrada na Angola, Congo, São Tomé e Príncipe, República Democrática do Congo, Quênia e Tanzânia.